# Christopher Del Bosco
Christopher Del Bosco (Colorado Springs, 30 maart 1982) is een in de Verenigde Staten geboren Canadese freestyleskiër. Hij vertegenwoordigde zijn vaderland op de Olympische Winterspelen 2010 in Vancouver, op de Olympische Winterspelen 2014 in Sotsji en op de Olympische Winterspelen 2018 in Pyeongchang.

## Carrière
Bij zijn wereldbekerdebuut, in januari 2008 in Les Contamines, scoorde Del Bosco direct zijn eerste wereldbekerpunten. Bij zijn tweede wedstrijd, vier dagen later in Flaine, behaalde hij zijn eerste toptienklassering. In januari 2009 stond hij in Les Contamines voor de eerste maal in zijn carrière op het podium van een wereldbekerwedstrijd, een maand later boekte de Canadees in Cypress Mountain zijn eerste wereldbekerzege.
Del Bosco nam zevenmaal deel aan de wereldkampioenschappen freestyleskiën. Op de wereldkampioenschappen freestyleskiën 2011 in Deer Valley veroverde hij de wereldtitel op de skicross, op datzelfde onderdeel was de Canadees twee jaar eerder in Inawashiro op de vierde plaats geëindigd.
Tijdens de Olympische Winterspelen van 2010 in Vancouver eindigde Del Bosco als vierde op het onderdeel skicross.
Del Bosco won in 2010 en 2012 de gouden medaille op het onderdeel skicross op de Winter X Games.

## Resultaten

### Olympische Spelen
| Jaar | Plaats      | Resultaten   |
| ---- | ----------- | ------------ |
| 2010 | Vancouver   | 4e Skicross  |
| 2014 | Sotsji      | 17e Skicross |
| 2018 | Pyeongchang | 31e Skicross |

### Wereldkampioenschappen
| Jaar | Plaats        | Resultaten   |
| ---- | ------------- | ------------ |
| 2009 | Inawashiro    | 4e Skicross  |
| 2011 | Deer Valley   | Skicross     |
| 2013 | Voss          | 6e Skicross  |
| 2015 | Kreischberg   | 27e Skicross |
| 2017 | Sierra Nevada | 9e Skicross  |
| 2019 | Park City     | 20e Skicross |
| 2021 | Idre Fjäll    | 26e Skicross |

### Wereldbeker
Eindklasseringen
| Seizoen   | Algm | SX     |
| --------- | ---- | ------ |
| 2007/2008 | 25e  | 6e     |
| 2008/2009 | 7e   | Zilver |
| 2009/2010 | 6e   | Zilver |
| 2010/2011 | 7e   | Zilver |
| 2011/2012 | 10e  | 4e     |
| 2012/2013 | 101e | 26e    |
| 2013/2014 | 49e  | 12e    |
| 2014/2015 | 50e  | 16e    |
| 2015/2016 | 11e  | Zilver |
| 2016/2017 | 55e  | 12e    |
| 2017/2018 | 80e  | 17e    |
| 2018/2019 | 95e  | 22e    |
| 2019/2020 | 107e | 20e    |

Wereldbekerzeges
| Datum            | Plaats           | Onderdeel |
| ---------------- | ---------------- | --------- |
| 6 februari 2009  | Cypress Mountain | Skicross  |
| 13 januari 2010  | Alpe d'Huez      | Skicross  |
| 24 januari 2010  | Lake Placid      | Skicross  |
| 16 januari 2011  | Les Contamines   | Skicross  |
| 11 februari 2011 | Blue Mountain    | Skicross  |
| 19 maart 2011    | Voss             | Skicross  |
| 16 januari 2014  | Val Thorens      | Skicross  |
| 5 december 2015  | Montafon         | Skicross  |
| 11 december 2015 | Val Thorens      | Skicross  |
| 7 december 2017  | Val Thorens      | Skicross  |